# Джованні Алеманно
Джованні (Джанні) Алеманно (італ. Giovanni Alemanno; нар. 3 березня 1958, Барі, Італія) — італійський політик, міністр сільського господарства в уряді Сільвіо Берлусконі в 2001–2006 роках, мер Риму з 2008 року по 2013 рік.

## Біографія
У молодості брав участь у роботі ультраправого Італійського соціального руху, був керівником його молодіжної організації. У 1990 був обраний депутатом законодавчих зборів області Лаціо, в 1994 — італійського парламенту. У 2001–2006 був міністром сільського господарства у двох кабінетах Сільвіо Берлусконі. Двічі виставляв свою кандидатуру в мери Рима: на виборах 2006 року зазнав поразки від Вальтера Вельтроні, отримавши близько 36 % голосів, однак на виборах 2008 року, після відставки Вельтроні, переміг Франческо Рутеллі, колишнього мера в 1990-ті. На цих виборах Алеманно отримав 53,6 % голосів. Найважливішою обіцянкою Алеманно було підвищення безпеки містян — так, їм були дані обіцянки посилити патрулювання міста поліцією, вислати циган та іммігрантів, які нелегально проживають в місті.

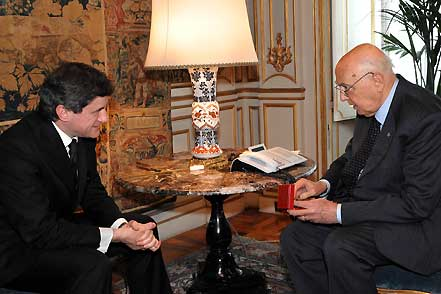
Алеманно і президент Італії Джорджо Наполітано

Одружений з Ізабеллою Рауті, дочкою відомого ультраправого діяча Піно Рауті. Алеманно також відомий постійним носінням на шиї кельтського хреста.